# グレート・ウェスタン鉄道6000形蒸気機関車

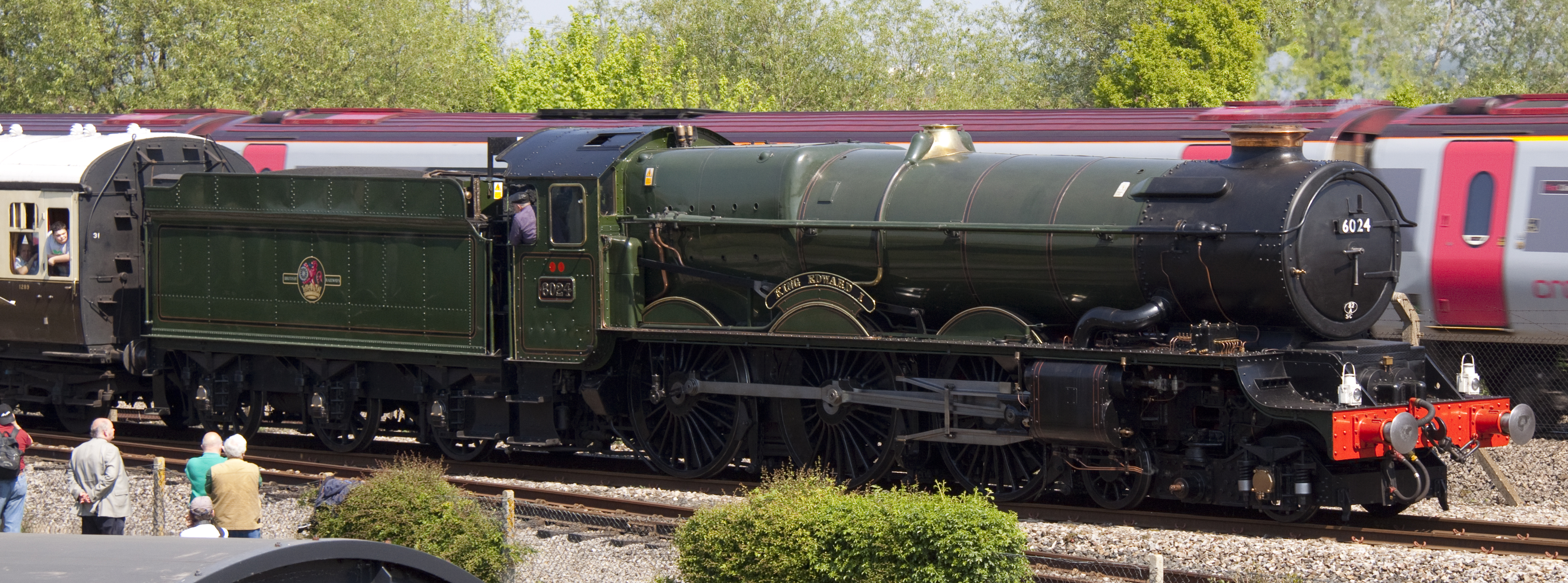
6024号機「キング・エドワード1世」

グレート・ウェスタン鉄道6000形蒸気機関車（6000 Class）は、イギリスのグレート・ウェスタン鉄道（GWR）で使用された蒸気機関車。各車の固有名から、キング型(King Class)とも呼ばれる。軸配置はテンホイラー（4-6-0あるいは2C）である。同社は四気筒テンホイラー様式の急行旅客列車用テンダー式蒸気機関車が多数開発しているが、その中でも最も大型かつ強力な機種として知られる。

## 概要
キングクラスは、グレート・ウェスタン鉄道の技師長（Chief Mechanic Engineer：CME）であったチャールズ・コレット（在任期間：1922年 - 1941年）が開発したキャッスルクラスの拡大版として、コレットやその部下のウィリアム・ステニアー(Sir William Arthur Stanier F.R.S.)の指示の下で設計された。これは、前任の技師長チャーチワードの開発したスタークラスの拡大版でもある。
チャーチワードは1919年に4700型2-8-0で使用されていた直径6フィートのボイラーを車軸配置4-6-0の台枠に取り付けて、より強力な高速機関車を作成することを構想していたが、GWR本線の橋梁に設けられた重量制限に阻まれて実現できなかった。1923年にコレットが開発したキャッスル型には妥協案として5フィート6インチのボイラーが載せられていた。しかし、科学産業研究省によって設立された「橋梁応力委員会」の作業によって橋梁が強化されると共にハンマーブローの影響が判明し、これらの制限が緩和される事となった。
キングクラスは、英国で設計されたの4-6-0様式の中で最も強力な機種で、22½トンの最大許容車軸荷重と、火室を小さく作る傾向にあった英国の中で最大の火格子（34.3平方フィート）を備えていた。牽引力は宣伝目的で重要であると見なされていたため、40,000lbfを超える牽引力を達成するために、シリンダーは16インチではなく16¼インチだった。
GWRは、ロード・ネルソン型を建設したサザン鉄道から、英国で最も強力な機関車を所有するという名誉を取り戻したいと考えていた。キングクラスは、同社の本線で規定されている最大重量で構築された。また、必要な出力を上げるために、ボイラーの圧力とシリンダーの直径を大きくする一方、動輪の直径を元の設計から縮小した。これにより、製造時に英国で最も強力な機関車となり、最も重い急行列車を牽引することができた。キングクラスのエンジンは、シリンダーのサイズと位置が原因で、前輪に外側のベアリングがあり、後輪に内側のベアリングがあるという珍しい形の先行ボギーがありました。

極限まで車体が重くなった事から、乗り入れられる路線はロンドンからプリマス間、ロンドンからウルバーハンプトン（ビスター経由の）間に制限された。テイマー川に架かるロイヤルアルバート橋が重量に対して弱すぎたため、コーンウォール地方では運用されなかった。そのため、同社の主力急行列車であるコーニッシュ・リヴィエラを牽引する際にはデボンポートでキャッスル型かホール型と交代する必要があった。興味深いことに、BRブリタニア4-6-2エンジンは、ロイヤルアルバート橋を越えて走ることができました。公式には認められていませんでしたが、キングクラスのエンジンの重量が、機関車の作業中に変更が加えられた結果、公式の89トンから93〜96トンに増加したことはよく知られていました。
ルートの可用性が限られているため、1927年から1930年にかけて、グレート・ウェスタン鉄道スウィンドン工場で6000 - 6029の30両が製造されたが、これらのルートで正常に機能しました。
各機体にはジョージ5世（6000）からリチャード1世（6027）まで、歴代の英国王の名前が古い時代に遡る順番で付けられた。6028は以前はヘンリー2世であり、6029はスティーブン王でした。彼らの名前は、エドワード8世とジョージ6世が王位に就いた1936年と1937年に変更された。
1927年にジョージ5世号はボルチモア＆オハイオ鉄道の開通100周年を記念して渡米した。エンジンにはアメリカンロコモティブベルが提示され、イギリスに戻ったときにバッファービームを運びました。「キングス」の元々の計画は、大聖堂にちなんで名前を付けることでしたが、米国旅行が計画されたとき、より紛れもない英国のアイコンが必要であると感じられました。エンジンの計画と建設中に、「スーパーキャッスル」と呼ばれました。
米国への旅行は、ボルチモア＆オハイオ鉄道の大統領が著名な鉄道愛好家（エドワードハンガーフォード）にストックトン＆ダーリントン鉄道での祝賀会に出席し、彼の観察について報告するよう依頼したときに起こりました。ハンガーフォードはGWRのゼネラルマネージャーであるフェリックスポール卿と会い、6000人がアメリカに行くことになりました。これは、最初の機関車が9月末までに完成する予定であったが、8月までに米国に到着する必要があったため、スウィンドンでいくらかの驚愕を引き起こした。エンジンは、完全な臨床試験に利用できる十分な時間で完了し、1にパディントンにあることを含む、駅の展示会の数で表示されたSTアメリカに出荷される前の7月。アメリカ旅行の責任者は、チーフメカニカルエンジニア（チャーチワード）の主任補佐官であったウィリアムスタニエでした。スタニエは、LMSの会長（ジョサイアスタンプ卿）に頭を狩られた後、1932年1月にLMSのチーフメカニカルエンジニアになりました。スタニエは1891年にオフィスボーイとしてスタートして以来GWRに在籍しており、1943年に騎士になり、1944年に引退したとき、エドワード・バリーとロバート・スチーブンソンに次ぐ3番目の機関車エンジニアとして王立協会のフェローに選出されました。名誉。
6000はレプリカ広軌エンジンノーススターと一緒にアメリカに旅行しました。機関車全体を持ち上げることができるクレーンがなかったため、6000のボイラーはフレームとは別に船に積み込まれました。ボルチモア＆オハイオ鉄道の100周年記念展示会は、開催された3週間で25万人の訪問者を魅了しました。機関車のフットプレートに乗った訪問者の中にはヘンリー・フォードがいました。
1935年に6014は部分的に合理化されました。流線型は1937年以降、セクションごとに削除されましたが、キャブのくさび形の前面は1953年まで保持されていました。
1947年に、GWRが常にその優れた機関車に依存していた高カロリーのサウスウェールズ蒸気石炭の入手可能性が低下したため、No。6022キングエドワード3世の4列の高度過熱器で実験が行われました。パフォーマンス。1948年の機関車交換の間、ヘンリー6世は、太平洋型が驚くほど滑りがちだったキングスクロスから登るときに、4-6-0型の独特の確実な足取りを示したにもかかわらず、ヨークシャー石炭を使用してがっかりしました。この後、4列の過熱器がクラスに取り付けられ、テストベッドとしてNo.6001キングエドワード7世を使用してドラフト配置にも変更が加えられました。1955年9月から、二重のブラストパイプと煙突が取り付けられました。最初はリチャード3世6015世でした。
1955年以降、それらはすべて二重煙突を備えていました。
1955年9月、コーニッシュリビエラエクスプレスの運行が計時され、キングクラスの機関車が牽引する列車で最大108½mphの速度が記録されました。これはGWRで達成された最速の認証速度です（6001キングエドワード7世は1951年に109mphの速度を達成したと主張されていますが）。最速のポスト戦争の速度記録はで開催されLNER A4太平洋60007サー・ナイジェル・グレズリーそれは毎時112マイルを達成し、1959年に。
クラスの30両の機関車は、メインラインの旅客エクスプレスを操作するための5つのデポに割り当てられました。5つは–オールドオークコモン（ロンドン）、ライラ（プリマス）、カーディフカントンでした。ブリストルバスロードとスタッフォードロード（ウルバーハンプトン）。1948年と1949年の間に、クラスの2人がニュートンアボットを非常に短時間訪問しました。
キングクラスは1962年に撤退しましたが、6018は1963年4月に再び蒸気を発し、スティーブンソン機関車協会の特別列車に乗りました。それらは、西部地域の短命のディーゼル油圧式西部クラスの機関車に置き換えられました。

## 設計
1926年にサザン鉄道が満を持して行ったロード・ネルソン級の新製投入は、パディントンのGWR広報部門に大きな衝撃を与えた。これは従来自社の4073形（キャッスル級）が保持していた「イギリス最強の機関車」の称号が奪われたことを意味するためである。
それゆえ、GWRの総支配人であったサー・フェリックス・ポール(Sir Felix Pole)はこの奪われた名誉ある称号の奪還を目指し、ロード・ネルソン級を凌駕する強力な新型機関車の設計を自社CMEのコレットに命じた。

## 構造
40,000ポンド以上の牽引力を備え重量級急行旅客列車をおよそ時速60マイルで走行可能とする、その過酷な要求に対しコレットは、超キャッスル級と呼ぶべき基本デザインで応えた。
スター級以来の単式4気筒という基本的なシリンダレイアウトを踏襲しつつ、使用圧力を既存のNo.1形の225ポンド/平方インチから25ポンド/平方インチ増圧して250ポンド/平方インチに昇圧した新設計のNo.12形(Type No.12)ボイラー、直径と行程を16フィート1/4インチ×28インチへ一回り拡大したシリンダ、入線可能線区を限定することで22.5tへ引き上げられた軸重、ボイラー径の拡大と車両限界の制約、重心の低下と牽引力強化の必要性などから直径が2インチ半縮小されて6フィート6インチ(1981mm)となった動輪、それにマスバランスが良好な4気筒機の特性をフルに生かし様々な改良によって高回転化を実現した弁装置、といった様々な要素技術の組み合わせによる地道な、そして正攻法の性能強化策の積み重ねで成立したものであった。
キングクラスは、英国で設計されたの4-6-0様式の中で最も強力な機種で、22½トンの最大許容車軸荷重と、火室を小さく作る傾向にあった英国の中で最大の火格子（34.3平方フィート）を備えていた。牽引力は宣伝目的で重要であると見なされていたため、40,000lbfを超える牽引力を達成するために、シリンダーは16インチではなく16¼インチだった。

こうして誕生した本形式は、ロールアウト直後の性能試験でポール卿に提示された性能要求を見事にクリアし、またイギリス最大の軸重とイギリス最長のノンストップ運転（ロンドン-プリマス間）という2大タイトルを獲得することで、文字通りGWRの看板機関車となった。
大直径のボイラを搭載し、曲線通過時の横動範囲を大きくすべく先台車の第1軸をアウトサイドフレーム方式に変更した、本形式の外観はその名の通り「王」の名に相応しい重厚さを備えていた。だが、その一方で既存のGWR在籍テンホイラー各機種にあった軽快感やスピード感にはやや欠けていた。
とはいえ、本形式はGWRが2900形（セイント級）以来開発を進めてきたスウィンドン工場製高速テンホイラー機群の頂点に立つ「王」たる機種であることには変わりはなく、その荘重かつ堂々とした外観は保守的なスタイルを好む英国民に広く愛好されたとされる。

## 製造
本形式は宣伝を目的として計画された、というその出自ゆえに大量生産は当初より予定されていなかった。そのため、汎用急行旅客機であるキャッスル級の量産と平行する形で、運用上最低限必要となる30両が製造されるにとどまった。各機体には当初大聖堂の名前を与える予定だったが、最終的にジョージ5世（6000）からリチャード1世（6027）まで、歴代の英国王の名前が古い時代に遡る順番で付けられた。
もっとも、歴代の国王の名を冠する本形式は、その卓越した性能とその名称ゆえに国家としてのイギリスの威信を賭けた宣伝行為にも利用された。例えば、1927年6月に完成した初号機である6000号機「キング・ジョージ5世」は完成直後にアメリカ合衆国へ送られ、ボルチモア・オハイオ鉄道開業100周年記念行事に参加したことが知られている。

## 運用
前述の通り軸重が大きな本形式は入線可能線区が著しく制限された。このため、イギリスの西部幹線であるパディントン-ウルヴァーハンプトン間で、それも軸重増大に伴う橋梁の補強あるいは架け替え工事完了後に限定運用された。
本形式の真価である強大な牽引力と優れた粘着特性は、この区間の内、ニュートン・アボット-プリマス間にある西デボンの急勾配区間で最大限に発揮された。
なお、本形式はキャッスル級譲りの優れた燃費で知られていたが、それはGWRが擁するウェールズ産の高カロリー炭あってのものであった。それゆえ、戦後1947年には優良品質のウェールズ炭が入手難となったことから性能が低下した。
そこで燃焼効率の改善による性能回復を目的として6022号機「キング・エドワード3世」で新設計の高効率4列過熱管のテストが開始され、これが好成績を収めたため、以後順次各機の改修が実施された。
高出力の高性能機であって初期のディーゼル機関車では代替が困難であったためか、本形式は少数派ながら全車揃って1962年まで現役で残されており、この年に全車廃車となっている。

## 諸元
- 全長 20,777mm
- 全高 mm
- 軸配置 2C（テンホイラー）
- 動輪直径 1,981mm
- 弁装置:
  - 内側シリンダー：ワルシャート式弁装置
  - 外側シリンダー：ロッキングバーにより内側シリンダーの弁装置から駆動
- シリンダー（直径×行程） 412.75mm×711.2mm [9]
- ボイラー圧力 17.57kg/cm² （= 250lbs/in2 = 1.72MPa)）
- 火格子面積 3.19m²
- 機関車重量 89t
- 最大軸重 22.5t
- 炭水車重量 46.64t

## 一覧
| 番号 | 固有名                | 日付                      | 日付        | 日付    | 配置                         | 配置                         | 備考 |
| 番号 | 固有名                | 新製                      | 過熱管4本化 | 廃車    | 初配置                       | 最終配置                     | 備考 |
| ---- | --------------------- | ------------------------- | ----------- | ------- | ---------------------------- | ---------------------------- | --- |
| 6000 | キング・ジョージ5世   | 1927-06                   | 1956-12     | 1962-12 | Old Oak Common               | Old Oak Common               | Shipped to America August 1927 to join in Baltimore & Ohio Centenary celebrations. Presented with bell and cabside medallions. 'Alfloc' water treatment fitted 1954. 1,910,424 miles recorded on withdrawal. Bought by Bulmer's Railway Centre, Hereford. Preserved, Swindon Steam Railway Museum                                                                              |
| 6001 | キング・エドワード7世 | 1927-07                   | 1956-02     | 1962-09 | Old Oak Common               | Wolverhampton, Stafford Road | Scrapped at Cox & Danks, Oldbury |
| 6002 | キング・ウィリアム4世 | 1927-07                   | 1956-03     | 1962-09 | Plymouth Laira               | Wolverhampton, Stafford Road | 'Alfloc' water treatment fitted 1954. Scrapped at Cox & Danks, Oldbury |
| 6003 | キング・ジョージ4世   | 1927-07                   | 1958-07     | 1962-06 | Old Oak Common               | Cardiff Canton               | Involved with incident at Midgham August 1927 when bogie derailed producing redesign of bogie springing on the whole of 'King' class. Scrapped by Swindon Works |
| 6004 | キング・ジョージ3世   | 1927-07                   | 1958-07     | 1962-06 | Plymouth Laira               | Old Oak Common               | Scrapped by Swindon Works. |
| 6005 | キング・ジョージ2世   | 1927-07                   | 1956-07     | 1962-11 | Old Oak Common               | Old Oak Common               | 'Alfloc' water treatment fitted 1954. Scrapped at Cashmore's, Great Bridge. |
| 6006 | キング・ジョージ1世   | 1928-02                   | 1956-06     | 1962-02 | Plymouth Laira               | Wolverhampton, Stafford Road | 'Alfloc' water treatment fitted 1954. Scrapped by Swindon Works. |
| 6007 | キング・ウィリアム3世 | 1928-03, replaced 1936-03 | 1956-09     | 1962-09 | Old Oak Common               | Wolverhampton, Stafford Road | Severely damaged in Shrivenham collision 15th January 1936 and condemned 5 March 1936. Replacement 6007 King William III built March 1936 using some parts of the original engine. 'Alfloc' water treatment fitted 1954. Scrapped at Cox & Danks, Oldbury |
| 6008 | キング・ジェームズ2世 | 1928-03                   | 1958-12     | 1962-06 | Plymouth Laira               | Wolverhampton, Stafford Road | 'Alfloc' water treatment fitted 1954. Scrapped by Swindon Works. |
| 6009 | キング・チャールズ2世 | 1928-03                   | 1956-05     | 1962-09 | Old Oak Common               | Old Oak Common               | 'Alfloc' water treatment fitted 1954. Scrapped at Cashmore's, Newport. |
| 6010 | キング・チャールズ1世 | 1928-04                   | 1956-03     | 1962-06 | Plymouth Laira               | Cardiff Canton               | Scrapped by Swindon Works. |
| 6011 | キング・ジェームズ1世 | 1928-04                   | 1956-03     | 1962-12 | Old Oak Common               | Old Oak Common               | 'Alfloc' water treatment fitted 1954. 1,718,295 miles recoreded on withdrawal. Scrapped by Swindon Works. |
| 6012 | キング・エドワード6世 | 1928-04                   | 1958-02     | 1962-09 | Newton Abbot                 | Wolverhampton, Stafford Road | 'Alfloc' water treatment fitted 1954. Scrapped at Cox & Danks, Oldbury |
| 6013 | キング・ヘンリー8世   | 1928-05                   | 1956-06     | 1962-06 | Old Oak Common               | Wolverhampton, Stafford Road | 'Alfloc' water treatment fitted 1954. Scrapped by Swindon Works |
| 6014 | キング・ヘンリー7世   | 1928-05                   | 1957-09     | 1962-09 | Newton Abbot                 | Wolverhampton, Stafford Road | Fitted with streamlining from March 1935, but all removed by January 1943 except for 'v'-shaped cab. 'Alfloc' water treatment fitted 1954. 1,830,386 miles on withdrawal. Scrapped at Cox & Danks, Oldbury |
| 6015 | キング・リチャード3世 | 1928-06                   | 1955-09     | 1962-09 | Old Oak Common               | Wolverhampton, Stafford Road | 'Alfloc' water treatment fitted 1954. Scrapped at Cox & Danks, Oldbury. |
| 6016 | キング・エドワード5世 | 1928-06                   | 1958-01     | 1962-09 | Plymouth Laira               | Wolverhampton, Stafford Road | 'Alfloc' water treatment fitted 1954. Scrapped at Cox & Danks, Oldbury |
| 6017 | キング・エドワード4世 | 1928-06                   | 1955-12     | 1962-07 | Old Oak Common               | Wolverhampton, Stafford Road | 'Alfloc' water treatment fitted 1954. Scrapped at Cox & Danks, Oldbury |
| 6018 | キング・ヘンリー6世   | 1928-06                   | 1958-03     | 1962-12 | Plymouth Laira               | Cardiff Canton               | Re-instated to work last King journey under BR from Birmingham via Southall to Swindon. Scrapped by Swindon Works |
| 6019 | キング・ヘンリー5世   | 1928-07                   | 1957-04     | 1962-09 | Wolverhampton, Stafford Road | Wolverhampton, Stafford Road | Scrapped at Cashmore's, Newport. |
| 6020 | キング・ヘンリー4世   | 1930-05                   | 1956-02     | 1962-07 | Plymouth Laira               | Wolverhampton, Stafford Road | 'Alfloc' water treatment fitted 1954. Scrapped at Cox & Danks, Oldbury. |
| 6021 | キング・リチャード2世 | 1930-06                   | 1957-03     | 1962-09 | Old Oak Common               | Old Oak Common               | Scrapped at Cashmore's, Newport. |
| 6022 | キング・エドワード3世 | 1930-06                   | 1956-05     | 1962-09 | Plymouth Laira               | Wolverhampton, Stafford Road | 'Alfloc' water treatment fitted 1954. Scrapped at Cox & Danks, Oldbury. |
| 6023 | キング・エドワード2世 | 1930-06                   | 1957-06     | 1962-06 | Newton Abbot                 | Old Oak Common               | Acquired by Woodham's, Barry in December 1962. One pair of driving wheels severely damaged in a shunting incident. Sold to Brunel Trust, Bristol Temple Meads and left as the 159th departure from Barry December 1984. Preserved (with new driving wheels having been cast; the only steam locomotive in preservation to have received such treatment), Didcot Railway Centre |
| 6024 | キング・エドワード1世 | 1930-06                   | 1957-03     | 1962-06 | Plymouth Laira               | Cardiff Canton               | Acquired by Woodham's, Barry in December 1962. Sold to Quainton Road, Bucks and left as the 36th departure from Barry March 1973. Preserved, based Tyesley, Hereford or Paignton |
| 6025 | キング・ヘンリー3世   | 1930-07                   | 1957-03     | 1962-12 | Old Oak Common               | Old Oak Common               | Scrapped by Swindon Works. |
| 6026 | キング・ジョン        | 1930-07                   | 1958-03     | 1962-09 | Old Oak Common               | Old Oak Common               | Scrapped by Swindon Works. |
| 6027 | キング・リチャード1世 | 1930-07                   | 1956-08     | 1962-09 | Old Oak Common               | Wolverhampton, Stafford Road | Scrapped at Cox & Danks, Oldbury. |
| 6028 | キング・ジョージ6世   | 1930-07                   | 1957-01     | 1962-11 | Old Oak Common               | Cardiff Canton               | Originally built as King Henry II, renamed January 1937. 1,663,271 miles at withdrawal. Scrapped at Bird's, Newport. Involved in Norton Fitzwarren rail crash, 1940; severely damaged but repaired. |
| 6029 | キング・エドワード8世 | 1930-08                   | 1957-12     | 1962-07 | Old Oak Common               | Old Oak Common               | Originally built as King Stephen renamed May 1936. Scrapped at Cashmore's, Newport |

## 保存車
少数しか製造されず、しかも大軸重で入線可能線区が限られる大型機であったにもかかわらず、トップナンバーの6000号機「キング・ジョージ5世」のほか、6023号機「キング・エドワード2世」、そして6024号機「キング・エドワード1世」の全3両が保存されている。このうち6023号機は動態保存となっている。
| 番号 | 画像 | 固有名                | 所有者                 | 現在位置              | 現在の状態                                                 |
| ---- | ---- | --------------------- | ---------------------- | --------------------- | ---------------------------------------------------------- |
| 6000 |      | キング・ジョージ5世   | イギリス国立鉄道博物館 | NRMヨーク             | 静態保存                                                   |
| 6023 |      | キング・エドワード2世 | Great Western Society  | Didcot Railway Centre | 動態保存                                                   |
| 6024 |      | キング・エドワード1世 | Jeremy Hosking         | West Somerset Railway | 本線運行認可は2012年で切れ、 West Somerset Railwayで整備中 |